# Helmi Dresen
Pour les articles homonymes, voir Dresen.
Helmi Dresen (4 juillet 1892-25 septembre 1941) est une traductrice et espérantiste estonienne. Elle est la sœur ainée de Hilda Dresen. Elle est assassinée par les nazis.

## Biographie
Helmi Dresen nait le 4 juillet 1892 à Kolga, en Estonie. Elle apprend l’espéranto en 1912. Dans les années 1920, elle dirige la Vortara Komisiono (« Commission du Dictionnaire ») du club local de Tallinn, aboutissant à la publication d’un dictionnaire Espéranto-Estonien.
Le 22 juin 1941, les nazis lancent l’opération Barbarossa, aboutissant à la prise et au contrôle de Tallinn. Plusieurs espérantistes sont arrêtés et abattus, dont Helmi Dresen, Michaelis Dušanskis (eo) et Neeme Ruus (eo). 

## Galerie

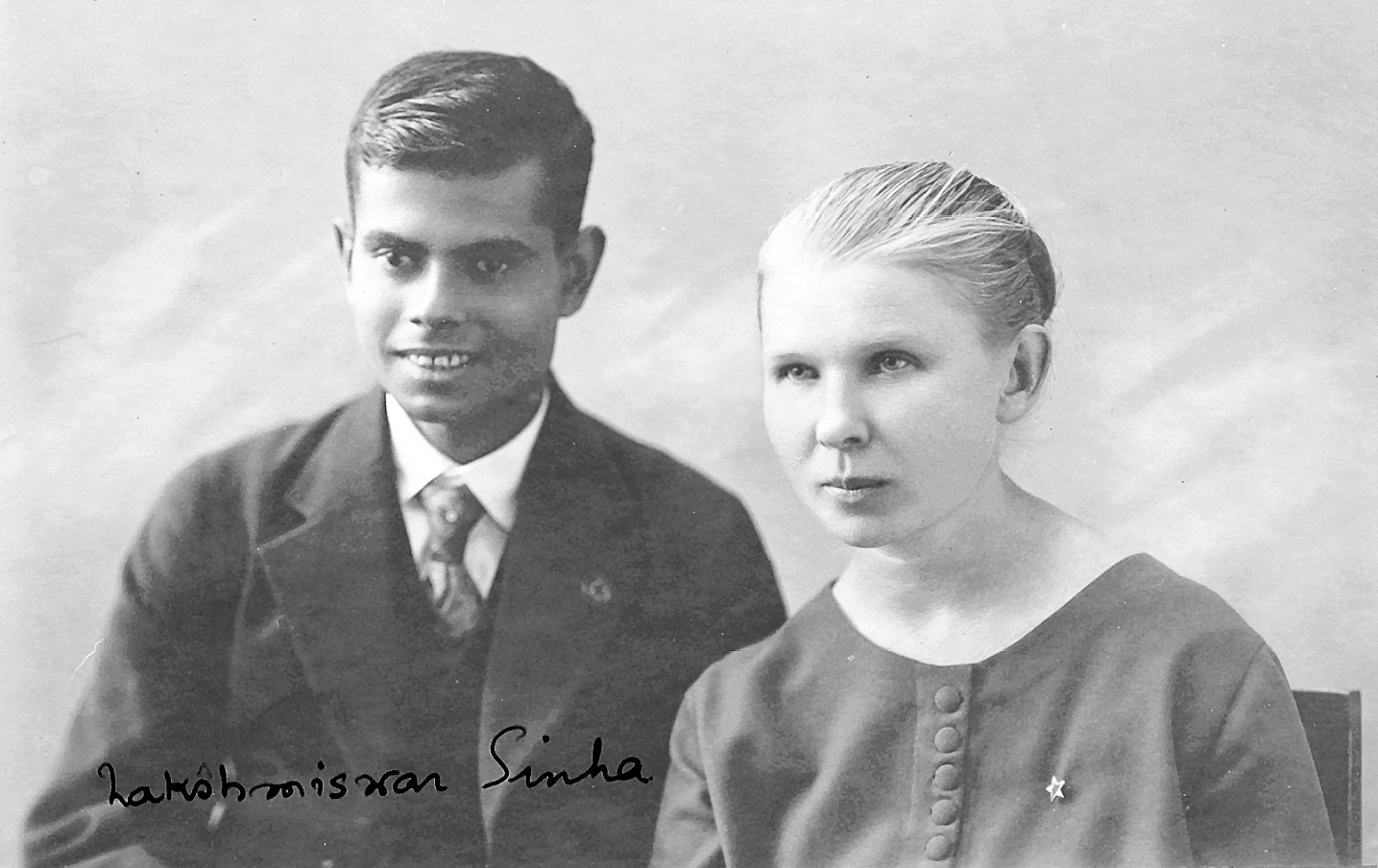
Helmi Dresen aux côtés de Sinha Laksmiswar, en 1930.
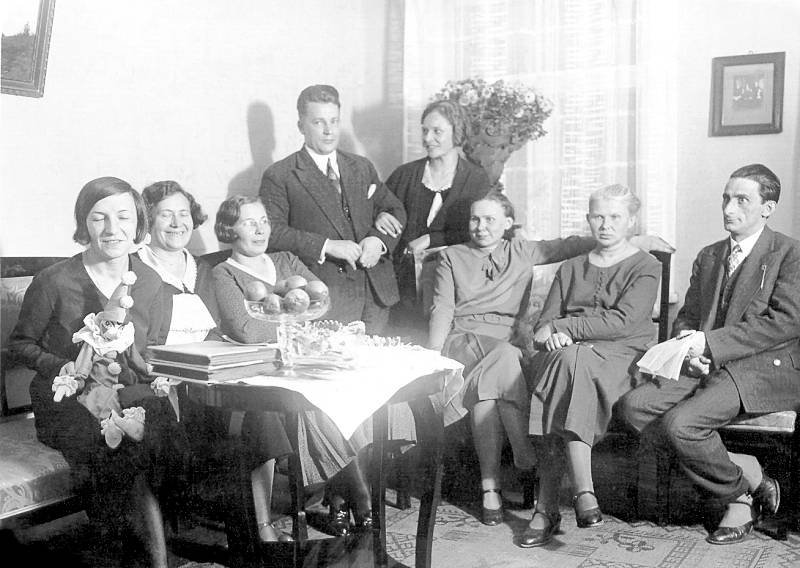
En partant de la droite : Julio Baghy, Helmi Dresen et Hilda Dresen.
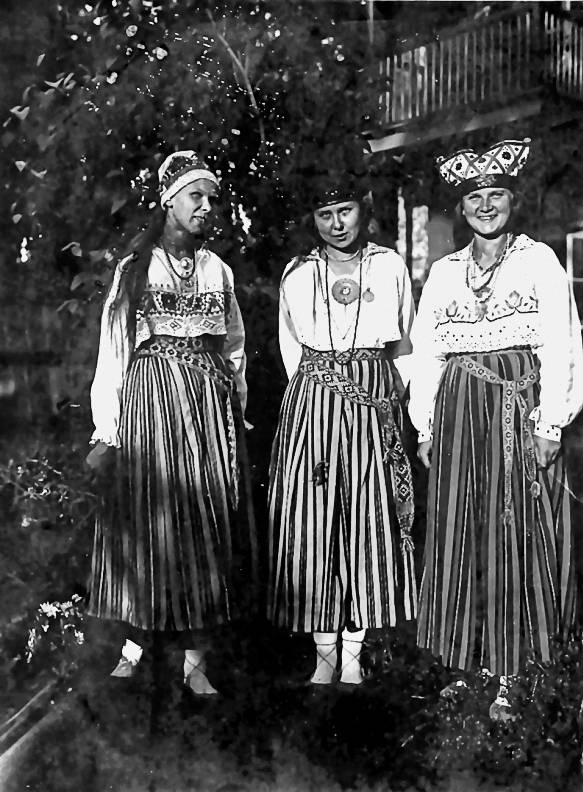
Les sœurs Dresen : Helmi, Hilda et Agnes.